# モーリタニアの音楽
モーリタニアの音楽（モーリタニアのおんがく、Music of Mauritania）は、主に国内最大の民族グループであるムーア人に由来する。ムーア社会では、ミュージシャンは最下層のカーストであるイガウィンを占めている。このカーストのミュージシャンは歌を使って、成功した戦士とその常連客を称賛した。イガウィンは伝令の伝統的な役割も担っており、村々の間でニュースを広めていた。現代のモーリタニアでは、プロのミュージシャンは演奏するために誰からも収入を得ている。裕福な常連客は、ミュージシャン自身ではなく、エンターテインメントを録音することがあり、録音を所有していると見なされる。

## 楽器
伝統的な楽器には、ティディニットと呼ばれる砂時計の形をした4弦のリュートと、女性のコラに似たアルディンが存在する。打楽器には、 トバル (ケトル・ドラム) とダグッマ (ラトル) が存在する。

## モーリタニア音楽の種類
モーリタニアの伝統で音楽を演奏するには 3 つの「方法」がある。
- アル=バイダ - 繊細で洗練された音楽に関連する白い道、およびバイダン (北アフリカ系のムーア人)
- アル=カァラ - ルーツと男性的な音楽に関連する黒い道、およびハラティン (サハラ以南のムーア人)
- イ=グネイディャ - 混合または「斑点のある」方法

音楽は5つのモード(アラビア音楽に由来するシステム) を経て進行する。カーラ、ファグ(どちらも黒)、ラカル、レビャド(どちらも白で、人生の期間または感情に対応する) およびレビャッド(白、精神的なモード)死後の世界に関係する）。さらにサブモードがあり、システムが複雑になり、ほぼすべての男性ミュージシャンが準拠するようになる。女性ミュージシャンは珍しく、同じルールに縛られていない。

## ミュージシャン
モーリタニアの女性ミュージシャンは少数であるが、最も有名なムーア人ミュージシャンは女性のディミ・ミント・アバである。ディミの両親はともにミュージシャンであり (彼女の父親はモーリタニア国歌の作曲を依頼されていた)、彼女は幼い頃から演奏を始めた。彼女のプロとしてのキャリアは、1976年にラジオで歌い、翌年、チュニスで開催されたウンム・クルスームコンテストに出場したときに始った。
別の人気のある女性ミュージシャンは、尊敬される政治家であり社会活動家でもあるマロウマである(『Desert of Eden』、シャナチー レコード [米国]、1998 年)。